# Алтамира
Алтамира је дилувијална пећина у Шпанији, чувено палеолитско налазиште које се налази у покрајни Кантабрија, недалеко од места Сантиљана дел Мар. УНЕСКО је 1985. године Алтамиру прогласио Светском баштином. Чувена је по праисторијској пећинској уметности са цртежима угљеном и полихромним сликама својевремене локалне фауне и људских руку. Најраније слике су направљене током горњег палеолита, пре око 36.000 година. Локалитет је 1868. године открио Модесто Кубиљас, а затим га је проучавао Марселино Санз де Саутуола.
Пећина је дуга 296 метара, састоји се од више пролаза и соба. Главни пролаз варира у висини од 2 до 6 метара. Током археолошких ископавања откривени су артефакти који су датирани у период касног Солитрена и раног Магдалена. Пећина је чувена по цртежима који су осликани на зидовима. Облици су цртани једни преко других, нема композиције, коришћене су земљане боје, а претпоставља се да је животињска маст коришћена као везиво. Праисторијски уметник је сликао готово искључиво животиње које је ловио, тако да су на таваници у Алтамири насликани бизони, јелени, коњи, дивље свиње.
Поред упечатљивог квалитета њене полихроматске уметности, Алтамирина слава произилази из чињенице да су њене слике биле прве европске пећинске слике за које је сугерисано и промовисано праисторијско порекло. Саутуола је објавио своје истраживање уз подршку Хуана де Виланове и Пјера 1880. године, што је изазвало почетно признање јавности. Међутим, објављивање Санз де Саутуолиног истраживања брзо је довело до жучне јавне контроверзе међу стручњацима, од којих су неки одбацили праисторијско порекло слика на основу тога што праисторијска људска бића нису имала довољно способности за апстрактно мишљење. Контроверза се наставила до 1902. године, до када су се нагомилали извештаји о сличним налазима праисторијских слика у франко-кантабријској регији и докази се више нису могли одбацити.

## Опис
Пећина је дуга око 1.000 m (3.300 ft) и састоји се од низа кривих пролаза и комора. Главни пролаз варира у висини од два до шест метара. Пећина је настала урушавањем након раних крашких појава у кречњачкој стени планине Виспиерес.
Археолошким ископавањима у поду пећине пронађене су богате наслаге артефаката из горњег солутреја (пре око 18.500 година) и доњег магдаленија (пре око 16.590 и 14.000 година). Оба периода припадају палеолиту или старијем каменом добу. У два миленијума између ова два периода, пећину су очигледно насељавале само дивље животиње.
Људски становници ове локације били су у доброј позицији да искористе богатство дивљих животиња које су пасле у долинама околних планина, као и морски живот доступан у оближњим обалским подручјима. Пре око 13.000 година одрон камења запечатио је улаз у пећину, сачувавши њен садржај до њеног коначног открића, које се догодило након што је оближње дрво пало и узнемирило срушене стене.
Људско занимање било је углавном ограничено на улаз пећине, иако су слике прављене по целој дужини пећине. Уметници су користили угаљ и окер или хематит за креирање слика, често разблажујући ове пигменте да би произвели варијације у интензитету и стварајући утисак кјароскура. Такође су искористили природне контуре зидова пећине како би својим субјектима дали тродимензионални ефекат. Полихромна таваница је најупечатљивија карактеристика пећине, која приказује стадо изумрлих степских бизона (Bison priscus) у различитим позама, два коња, велику срну и вероватно дивљу свињу.
Датиране из доба магдаленије, ове слике укључују и апстрактне облике поред животињских тема. Солутреанске слике укључују слике коња и коза, као и отиске руку који су настали када су уметници ставили руке на зид пећине и дували пигментом преко њих како би оставили негативну слику. Бројне друге пећине у северној Шпанији садрже палеолитску уметност, али ниједна није тако сложена или добро насељена као Алтамира.

## Откриће, ископавање, скептицизам
Године 1879, аматерски археолога Марселина Санса де Саутуолу навела је његова осмогодишња ћерка Марија да открије цртеже пећине. Пећину су ископали Саутуола и археолог Хуан Виланова и Пиера са Универзитета у Мадриду, што је резултирало веома цењеном публикацијом 1880. која тумачи слике као палеолитског порекла. Француски стручњаци, предвођени Габријелом де Мортиљеом и Емилом Картајаком, били су посебно упорни у одбацивању хипотезе Саутуоле и Пјере, чији су налази бучно исмејавани на Праисторијском конгресу 1880. у Лисабону.

## Датирање и периодизација
Не постоји научна сагласност о датирању археолошких артефаката пронађених у пећини, као ни цртежа и слика, а научници настављају да процењују старост пећинске уметности у Алтамири.
Године 2008, истраживачи који су користили уранијум-торијумско датирање открили су да су слике рађене у периоду до 20.000 година, а не у релативно кратком периоду.
Каснија студија објављена 2012. године заснована на подацима добијеним даљим истраживањем датирања уранијум-торијума, датирала је неке слике у неколико пећина у северној Шпанији, укључујући и неке од клавиформних знакова у „Великој сали“ у Алтамири. Најстарији пронађени знак, „велики црвени клавиформни симбол Techo de los Polícromos“, датован је у 36,16±0,61 ka  (исправљено), односно још увек добро у ауригнациану. Коњ са црвеним тачкама, такође у одаји Techo de los Polícromos, датиран је у 22,11±0,13 ka ка (почетак солутреа), што је утврдило да слике обухватају период дужи од 10.000 година.

## Посетиоци и реплике
Током 1970-их и 2000-их, слике су биле оштећене угљен-диоксидом и воденом паром из даха великог броја посетилаца. Алтамира је потпуно затворена за јавност 1977. године, а поново отворена за ограничен приступ 1982. Веома мало посетилаца је било дозвољено дневно, што је резултирало трогодишњом листом чекања. Након што је зелена буђ почела да се појављује на неким сликама 2002. године, пећине су затворене за јавни приступ.
У близини су изграђена реплика пећине и музеј, на којима су радови окончани 2001. године. Мануел Франкело и Свен Небел су репродуковали пећину и њену уметност. Реплика омогућава удобнији поглед на полихромне слике главног хола пећине, као и избор мањих дела. Такође укључује неке скулптуре људских лица које се не могу посетити у правој пећини.
Поред суседног Националног музеја и истраживачког центра Алтамира, постоје репродукције у Националном археолошком музеју Шпаније (Мадрид), у Дојчес музеју у Минхену (завршено 1964) и у Јапану (завршено 1993).
Током 2010. године постојали су планови да се приступ пећини поново отвори крајем те године. У децембру 2010. године, међутим, шпанско Министарство културе одлучило је да пећина остане затворена за јавност. Ова одлука је заснована на савету групе стручњака који су открили да су услови очувања унутар пећине постали много стабилнији од затварања.

## Рањени бизон
Рањени бизон је праисторијска слика у Алтамири, настала између 15000. и 10000. п. н. е.
Сликан је само са две боје - црвеном и мрком. Као позадина је искоришћена природна стена, чије је пукотине, испупчења и удубљења праисторијски уметник вешто користио. Представа животиња одвојена је мрком линијом, различитом у светлини. На местима где је линија светлија облик отвара, а затвара тамо где је тамнија.
Нису приказане непотребне појединости које би оптеретиле представу. Ефекат је постигнут контролисаним сенчењем, које облицима даје обилну пластичност.